# Линдо, Уго
Уго Линдо Оливарес (исп. Hugo Lindo Olivares; 13 октября 1917, Ла-Уньон — 9 сентября 1985, Сан-Сальвадор, Сальвадор) — сальвадорский поэт, писатель, дипломат, политик и юрист.

## Биография
Уго Линдо родился в 1917 году в порту Ла-Унион в рабочей семье среднего класса. Учился в Университете Сальвадора, где получил степень доктора юриспруденции и социальных наук. В 1947 году отправился в Корею в качестве дипломата.
Линдо был послом Сальвадора в Республике Чили (1952—1959) и Республике Колумбия (1959—1960). Стал министром образования в 1961 году, а затем вернулся на дипломатическую службу в качестве посла Сальвадора в Испании (1969—1972 годы). Вернувшись в Сальвадор, управлял галереей-книжным магазином «Альтамар», пока экономический кризис в Сальвадоре не вынудил его закрыться. Он участвовал в основании Университета доктора Хосе Матиаса Дельгадо и был деканом факультета изящных искусств университета до своей смерти (1979—1985).
Был женат на Кармен Фуэнтес и имел семерых детей, среди которых  писатель Рикардо Линдо Фуэнтес и историк Эктор Линдо Фуэнтес. Уго Линдо умер в Сан-Сальвадоре 9 сентября 1985 года в возрасте 68 лет. В 2005 году его памяти была посвящена VII Неделя чтения в Сальвадоре. В 2010 году Университет доктора Хосе Матиаса Дельгадо отметил 25-летие со дня его смерти как дань уважения.
Его книги входят в число обязательных книг для чтения в сальвадорских колледжах.

## Юридическая деятельность
Будучи юристом, Линдо получил золотую медаль за докторскую диссертацию под названием El divorcio en El Salvador (Развод в Сальвадоре) и опубликовал некоторые размышления о распаде Организации центральноамериканских государств (OCAS) в журнале La Integración Centroamericana ante el Derecho Internacional (Центральноамериканская интеграция в международном праве, 1971).

## Литературная деятельность
Опубликовал следующие сборники стихов: Poema eucarístico y otros (1943), Libro de Horas (1948), Sinfonía del Límite (1953), Trece Instantes (1959), Varia Poesía (1961), Navigate río (1963), Maneras de llover (1969), Este Pequeño Siempre (1971), Resonancia de Vivaldi (1976), Aquí mi Tierra (1979), Fácil Palabra (1985). После смерти были опубликованы различные стихотворения Линдо, которые он оставил в качестве завещания, а именно: Desmesura (1992), Prólogo a la Noche (1999) и Casi en la luz (1999). Кроме того, три тома его полного сборника стихов были опубликованы под названием Mañana Será el Asombro: первый в 2006 году, второй в 2008 году и третий в 2010 году.
Опубликовал El Anzuelo de Dios (1956), свою самую известную работу ¡Justicia, Señor Gobernador! (1960), Cada día Tiene su afán (1965) и Yo soy la Memoria (1983).
В творчестве Линдо отобразились традиции философской лирики и магического реализма. 